# Parafia bł. Doroty z Mątew w Gdańsku
Parafia bł. Doroty z Mątew w Gdańsku – parafia rzymskokatolicka w dekanacie Gdańsk-Siedlce, archidiecezji gdańskiej.

## Historia
- 1979 – ustanowienie parafii
- 1988 – rozpoczęcie budowy kościoła
- 1990 – powstają fundamenty i dolny kościół
- 1994 – pierwsza pasterka w dolnym kościele
- 1995 – wmurowanie kamienia węgielnego
- 1999 – poświęcenie krzyża i jego montaż
- 2002 – pierwsza msza święta w górnym kościele
- 2007 – konsekracja kościoła

## Proboszczowie
- 1979–1980 – ks. Jan Dziuban (ur. 1914, zm. 15 sierpnia 1996)
- 20 lipca 1987 – 2 maja 2010 – ks. Bronisław Kabat (ur. 25 października 1939, zm. 2 maja 2010)
- 5 maja 2010 – 30 czerwca 2010 – p.o. ks. Wojciech Paszko
- 1 lipca 2010 – 30 czerwca 2020 – ks. Zygmunt Słomski
- od 1 lipca 2020 – ks. Adam Kołkiewicz[2]